# Irreligión en Chile

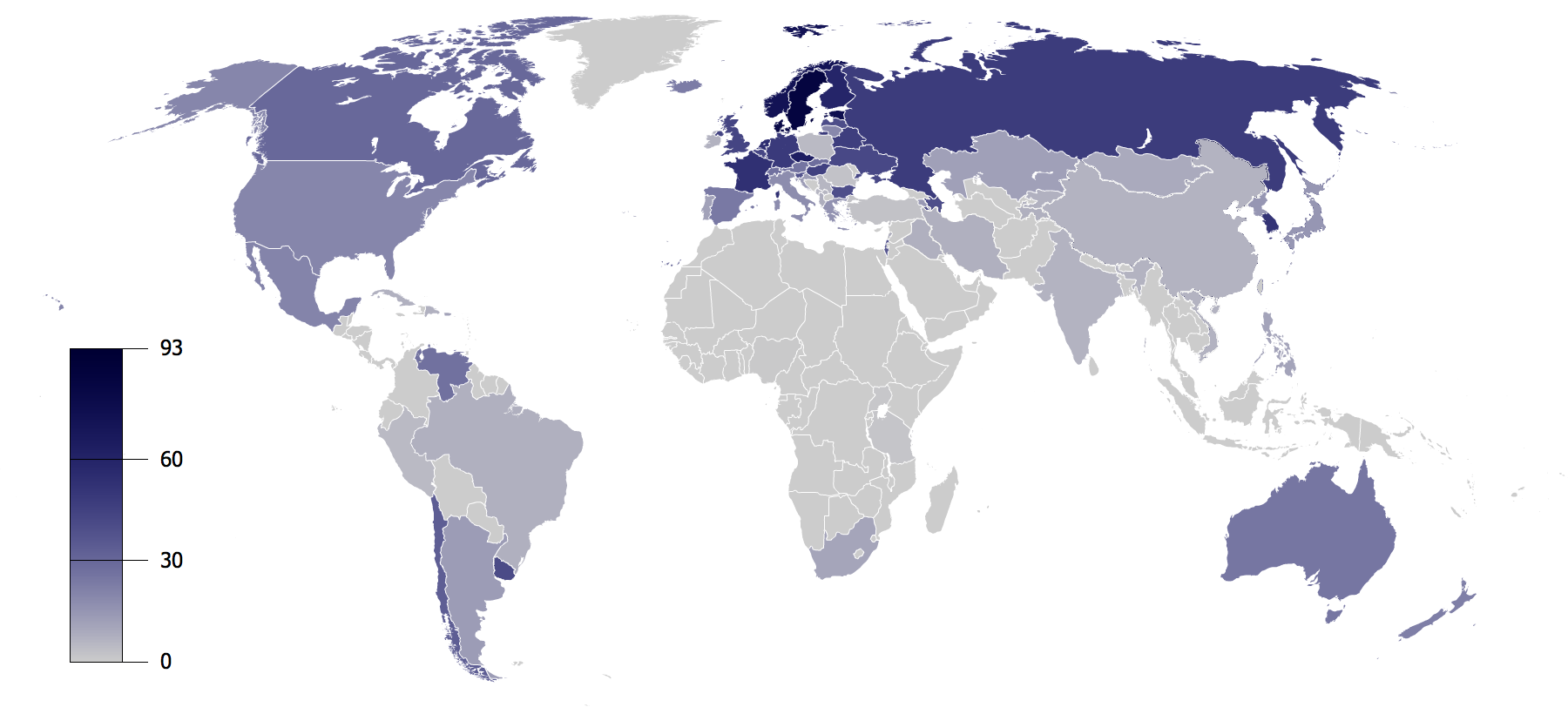
En 2013, más del 25 % de los chilenos se declaraba ateo (imagen). Quince años antes, esta cifra no superaba el 10 %.

La irreligión en Chile es más común que en la mayoría de los países de América Latina, siendo solo superado por Cuba y el secularizado Uruguay. Entre 2004 y 2014 se duplicó el número de personas no religiosas, alcanzando porcentajes entre 22 % y 25 %. Al 2022, de acuerdo a la Encuesta Bicentenario de la Pontificia Universidad Católica, ha disminuido la cantidad de personas que se declaran católicas y ha aumentado el número de personas que aseguran no profesar ninguna religión o ser ateos en comparación con este estudio en años anteriores. En la versión del 2022 de la encuesta, el 42 % de los consultados/as se declara católico/a y el 37 % dice no tener religión o ser ateo/a. La creencia en Dios también ha disminuido: si en el año 2007 el 93 % de los encuestados/as se declaraba creyente, esa cifra hoy es del 70 %. Asimismo, se redujo la confianza en la Iglesia Católica: solo un 19 % de los católicos de la muestra asegura confiar en esta, y tan solo un 6 % de los no católicos confía en dicha iglesia. Todo esto implica que Chile ya no es un país mayoritariamente católico (a pesar de que siguen siendo el grupo único más grande).

## Revisión histórica del papel religioso del Estado

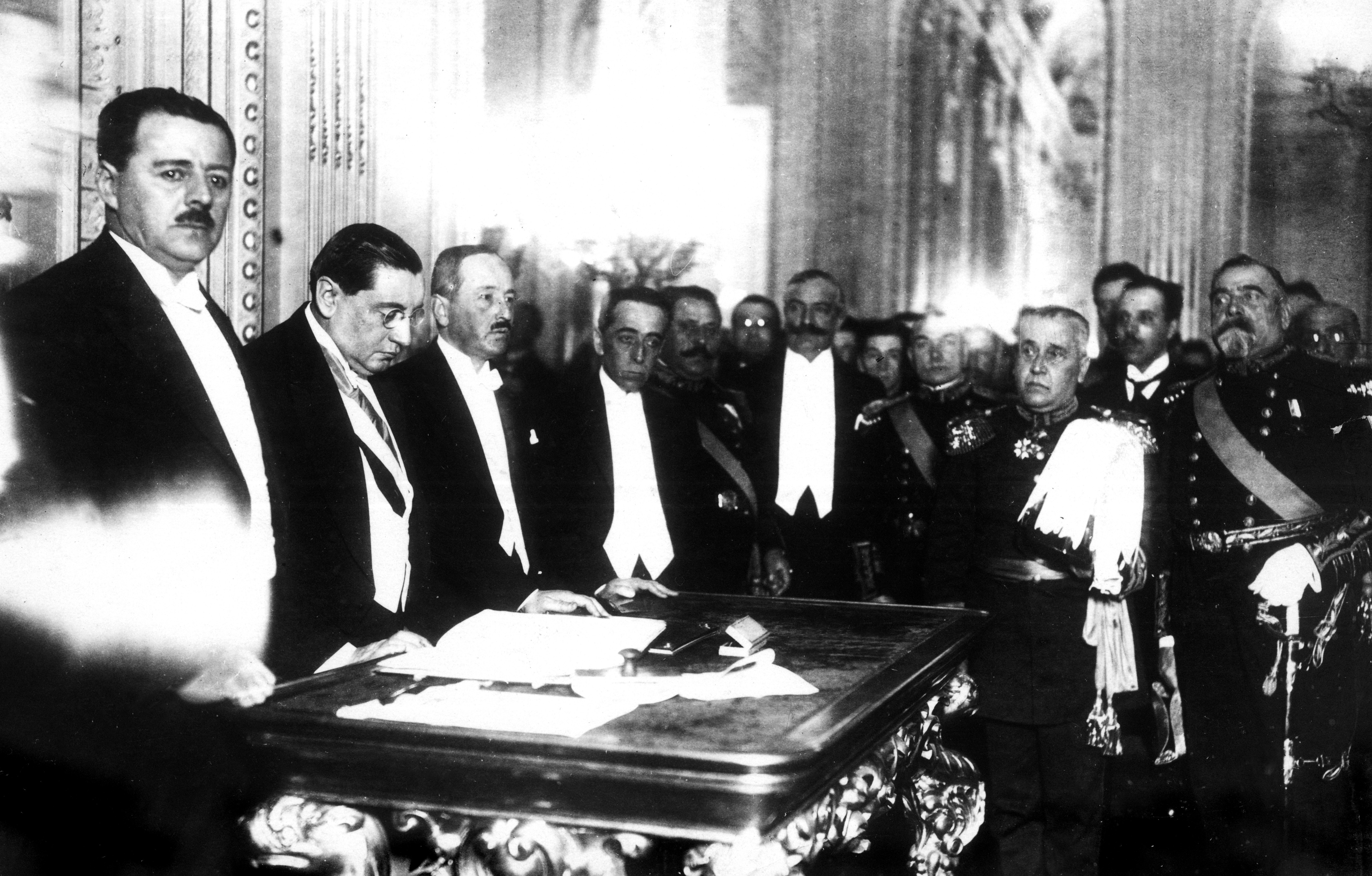
El presidente Arturo Alessandri firmando la Constitución de 1925, la única que ha considerado a Chile como un Estado explícitamente laico.

En 1818 Chile se independizó de España, país por entonces fuertemente católico. Tanto en el Reglamento Constitucional Provisorio de 1812, como en los textos constitucionales posteriores de 1818, 1822, 1823 y 1833, se destacó al catolicismo como la religión oficial del país. La separación Iglesia-Estado se produjo con la Constitución de 1925, la cual además defendía el pluralismo, la diversidad e igualdad de condiciones de los chilenos independientemente de su libertad de culto.
Pese a lo anterior, la Iglesia católica continuó manteniendo importantes privilegios tributarios y políticos, y en la práctica no se consiguió una total igualdad de derechos en términos religiosos.En el texto de la Constitución de 1980, creada durante la dictadura militar y que sigue rigiendo hasta la actualidad, se omitió la referencia explícita al Estado laico, pero se mantuvo la separación Iglesia-Estado.
Durante la campaña presidencial de Michelle Bachelet en 2013, ésta promovió la necesidad de volver a transformar a Chile en un Estado laico.[cita requerida] Sin embargo, esto no se materializó durante su segundo gobierno, e incluso se mantuvieron prácticas tales como construir pesebres para Navidad frente al Palacio de La Moneda.

## Deísmo y creyentes no afiliados
Entre los años 1998 y 2018, el número de desafiliados religiosos, es decir, que han abandonado su participación de cualquier tipo en cualquier religión profesada en el país, se ha triplicado, muy especialmente en quienes han marcado algún grado de distanciamiento de la Iglesia católica en Chile. No obstante, se mantiene estable en el país la creencia de tipo deísta en sus distintas variantes: en términos simples, el que una persona declare «creer en un Dios» en una interpretación y percepción personal del individuo, libre de religiones y «a su manera». Asimismo, el incremento de creyentes del ala evangélica y protesante en todas sus confesiones, como también el número sostenido de creyentes de otras religiones minoritarias — incluyendo la conversión religiosa al judaísmo, islam, budismo y otras —, hace deducir en diversos estudios especializados en el tema religioso, que Chile sigue una tendencia cercana a la postsecularización.

## Ateísmo militante de Chile
El ateísmo se ha comenzado a visibilizar más intensamente desde la década de 2010. En mayo de ese año nació la Asociación Escéptica de Chile (AECH), con el objetivo de difundir la ciencia y el pensamiento crítico.
En 2011 se fundó en Santiago la Sociedad Atea de Chile. Entre otras cosas, esta organización aboga por la eliminación de los feriados religiosos, para reemplazarlos por feriados sin connotación religiosa. Dentro de sus actividades, la que más repercusiones ha tenido en los medios de prensa es el asado que organizan anualmente cada Viernes Santo de Semana Santa, fecha en que los cristianos se abstienen de comer carne.
En 2014, Cristóbal Bellolio publicó su libro Ateos fuera del clóset, que como dice su título, busca que los ateos de Chile «salgan del clóset» para reconocerse públicamente como ateos, y al mismo tiempo que se abra un debate constructivo sobre el rol actual de la religión en la sociedad chilena.